# Navasota (řeka)
Navasota (anglicky Navasota River) je východotexaská řeka. Pramení v okrese Hill jižně od města Mount Calm v nadmořské výšce 150 metrů nad mořem a po 201 km směrem na jihovýchod se vlévá zleva do řeky Brazos. Poblíž ústí řeky se nachází stejnojmenné město Navasota.